# Paulo Afonso
Paulo Afonso város Brazíliában, Bahia államban. Lakosainak száma 112 870 fő (2022). Paulo Afonso Santa Brígida, Canindé de São Francisco, Delmiro Gouveia, Glória, Jeremoabo és Rodelas községekkel határos.

## Népesség
A település népességének változása:
| Lakosok száma | 96 499 | 108 396 | 119 214 | 119 213 | 112 870 |
|               | 2000   | 2010    | 2015    | 2021    | 2022    |